# Chińska tortura wodna

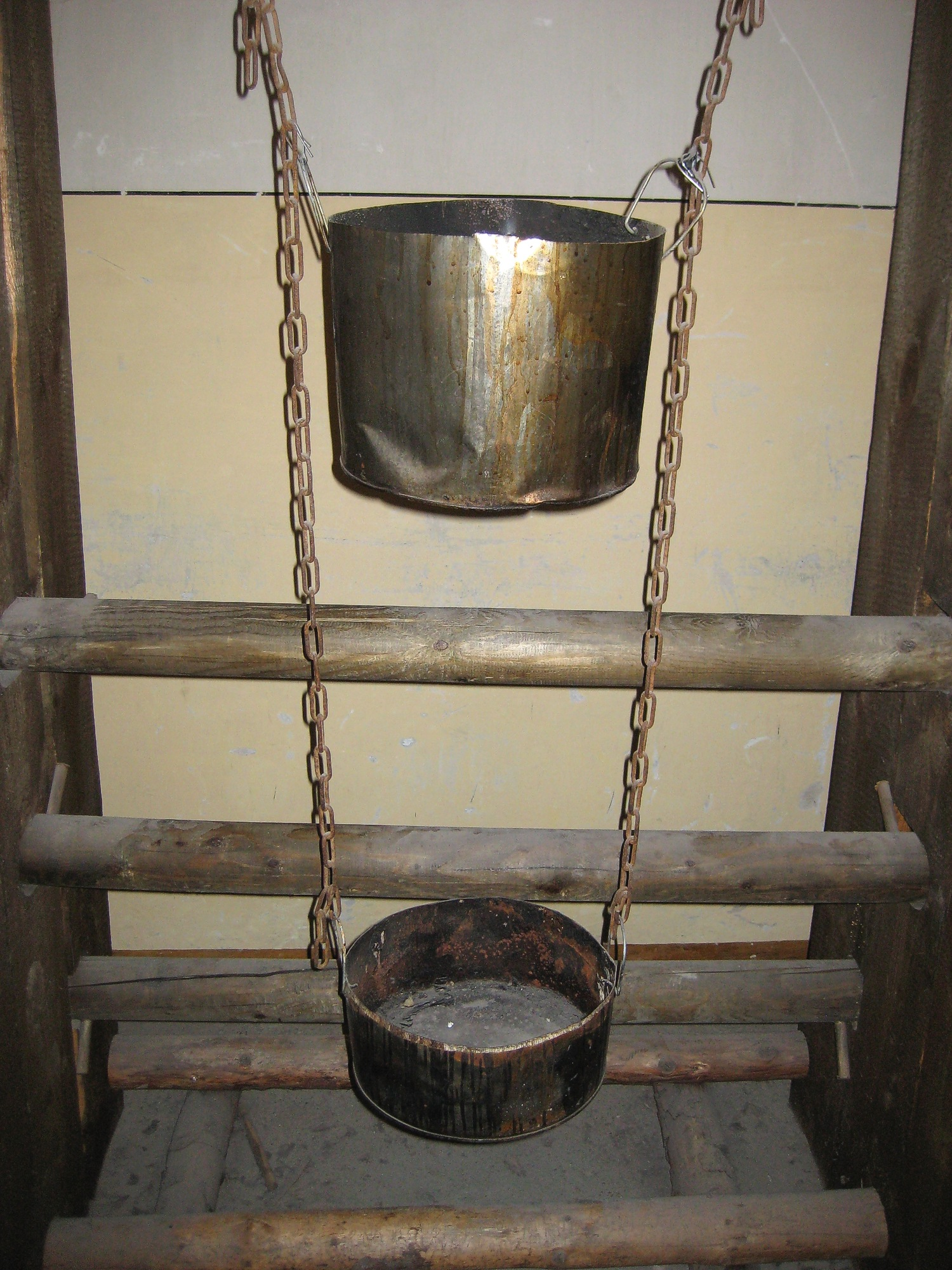
Reprodukcja oprzyrządowania do tej tortury, muzeum w Berlinie

Chińska tortura wodna – rodzaj tortury polegający na ustawieniu więźnia w miejscu, w którym krople wody kapią mu na głowę w krótkich odstępach czasu. W zamierzeniu ma doprowadzić to ofiarę do obłędu. Pomimo braku fizycznych uszkodzeń u ofiary metoda ta zaliczana jest do tortur; część osób włącza ją do kontrowersyjnej podgrupy „ludzkich”, „humanitarnych” lub „łagodnych” metod torturowania.
Nie ma żadnych dowodów na to, że tortura ta była wykorzystywana przez Chińczyków; aktualna nazwa została wprowadzona w 1903 roku przez iluzjonistę Houdiniego. The History of Torture (Brian Innes, 1998) podaje, że była ona po raz pierwszy użyta przez prawnika Hippolytusa de Marsiliisa w XVI wiecznej Italii. Następnie stosowali ją francuscy królowie wobec czarownic i heretyków; ostatecznie zaniechano jej w XVIII wieku, możliwe że ze względu na brak widowiskowości oraz względnie długi czas trwania tortury. Prawdopodobnie używano jej także podczas przesłuchań wysokiego rangą jeńca (Nguyen Van Tai) przez służby specjalne Republiki Wietnamu oraz amerykańskiego wywiadu w czasie wojny wietnamskiej.
Skuteczność potwierdzono w programie Pogromcy mitów. W obecności sanitariuszy monitorowano stan psychiczny Kari Byron. Mimo świadomości, że w każdej chwili może zakończyć eksperyment, a wokół są ludzie, którzy mogą udzielić jej pomocy, przeżyła krótkotrwałe załamania. Po godzinie testy psychologiczne wykazały znaczną frustrację, obniżenie nastroju i lęk, a sam eksperyment zakończono po półtorej godziny.
Pokaz tej tortury zdobył popularność widzów na naukowej wystawie w La Crosse Center w 2008. Na przykładzie czwórki ochotników wykazano całkowitą skuteczność metody.
Chińska tortura wodna jest powszechnie znana i uznawana zazwyczaj za miejską legendę.